# 卡尔金岛
卡尔金岛（英語：Kalgin Island，德纳语：Qelghin）是美国阿拉斯加州的岛屿，位于阿拉斯加湾、库克湾中，在阿拉斯加州城市基奈的西南方向。该岛属于基奈半島自治市鎮，面积约为58.722 km2 (22.673 sq mi)，长约11.5 km（7.1 mi）。根据2000年美国人口普查数据，岛上的居民数为1人。